# 슈바르츠부르크
슈바르츠부르크(Schwarzburg)는 1918년까지 독일 중부에 있었던 후국으로, 당시에는 슈바르츠부르크-루돌슈타트(Schwarz-Rudolstadt)와 슈바르츠부르크-존더스하우젠(Schwarzburg-Sondershausen)으로 나뉘어 있었다.

## 슈바르츠부르크-루돌슈타트
슈바르츠부르크-루돌슈타트는 1700년 후국이 되어 1918년까지 존속하였다. 1815년부터 1866년까지는 독일 연방의 일원이었고, 1871년에 독일제국의 일부가 되었다. 1920년 이 후국은 튀링겐주로 합병되었다. 수도는 루돌슈타트에 두고 있었고, 면적은 940.4km2, 인구는 1905년 당시 9만 6830명이었다.
- 역대 군주
  - 1700년 - 1710년 알브레히트 안톤 (1641-1710)
  - 1710년 - 1718년 루트비히 프리드리히 1세 (1667-1718)
  - 1718년 - 1744년 프리드리히 안톤 (1692-1744)
  - 1744년 - 1767년 요한 프리드리히 (1721-1767)
  - 1767년 - 1790년 루트비히 귄터 2세 (1708-1790)
  - 1790년 - 1793년 프리드리히 카를 (1736-1793)
  - 1793년 - 1807년 루트비히 프리드리히 2세 (1767-1807)
  - 1807년 - 1867년 프리드리히 귄터 (1793-1867)
  - 1867년 - 1869년 알베르트 (1798-1869)
  - 1869년 - 1890년 게오르크 알베르트 (1838-1890)
  - 1890년 - 1918년 귄터 빅토르 (1852-1925)

## 슈바르츠부르크-존더스하우젠
슈바르츠부르크-존더스하우젠은 1697년 후국이 되어 1918년까지 존속하였다. 1815년부터 1866년까지는 독일 연방의 일원이었고, 1871년에 독일제국의 일부가 되었다. 1909년 슈바르츠부르크-존더샤우젠 후작가의 마지막 군주 카를 귄터가 자손 없이 죽어, 공위가 슈바르츠부르크-루돌슈타트 후작가의 귄터 빅토르에게 넘어가 동군연합을 이루었다. 1918년 공화국이 되었고, 1920년 이 지역은 튀링겐주로 합병되었다. 수도는 존더스하우젠에 두고 있었고, 면적은 862.1km2, 인구는 1905년 당시 8만 5177명이었다.
- 역대 군주

1 1681년 - 1720년 크리스티안 빌헬름
2 1720년 - 1740년 귄터 1세 (1678-1740) 
3 1740년 - 1758년 하인리히 (1689-1758)
4 1758년 - 1794년 크리스티안 귄터 (1736-1794)
5 1794년 - 1835년 귄터 프리드리히 카를 1세 (1760-1837)
6 1835년 - 1880년 귄터 프리드리히 카를 2세 (1801-1889)
7 1880년 - 1909년 카를 귄터 (1830-1909)
8 1909년 - 1918년 귄터 빅토르 (1852-1925)
- -     - 슈바르츠부르크-루돌슈타트와 동군연합됨.